# Cerkiew Zaśnięcia Najświętszej Maryi Panny w Oleśnicy
Cerkiew Zaśnięcia Najświętszej Maryi Panny (niem. Probst Kirche, Ev. Garnisonkirche) – zabytkowa prawosławna cerkiew parafialna w stylu gotyckim w Oleśnicy. Należy do dekanatu Wrocław diecezji wrocławsko-szczecińskiej Polskiego Autokefalicznego Kościoła Prawosławnego.
Od średniowiecza w tym miejscu istniały oddzielne kościoły kanoników regularnych św. Augustyna (pod wezwaniem św. Jerzego) oraz benedyktynów rytu słowiańskiego (pod wezwaniem Bożego Ciała). W 1505 roku biskup wrocławski połączył oba kościoły w związku z pogarszająca się sytuacją filii zakonu benedyktynów w Oleśnicy. W XVI wieku świątynia została przejęta przez protestantów. W trakcie II wojny światowej budowla uległa spaleniu i zniszczeniu. W latach 60. i 70. XX wieku przeprowadzono remont na potrzeby parafii prawosławnej.

## Historia
W XIV wieku kanonicy regularni św. Augustyna z Wrocławia zorganizowali w Oleśnicy swoją prepozyturę, lecz poza murami miejskimi. Poza nimi znajdował się także szpital pod wezwaniem św. Jerzego. Z 1307 roku pochodzą pierwsze pisane wzmianki na temat oddawanych przez niego dziesięcin. 16 listopada 1340 roku biskup wrocławski Nanker włączył szpital do prepozytury kanoników, podporządkowując go zgromadzeniu. Kanonicy od teraz mieli opiekować się chorymi, udzielać im sakramentów oraz sprawować posługę duszpasterską. Najprawdopodobniej prepozytura łączyła początkowo szpital i kaplicę. W drugiej połowie XIV wieku miało dojść do rozbudowy kaplicy w kościół pod tym samym wezwaniem. W 1341 roku prepozytura otrzymała młyn w Wiszni Małej w celu ufundowania ołtarza w kościele pod wezwaniem św. Jerzego. Nie wiadomo, czy już wówczas świątynia istniała, czy też nie. W 1364 roku księżna Eufemia, żona Konrada I, przekazała prepozyturze 10 grzywien czynszu.
W 1380 roku książę Konrad II Siwy podjął decyzję o fundacji kolejnego opactwa w Oleśnicy. Mieli je otrzymać sprowadzeni z Pragi benedyktyni obrządku słowiańskiego św. Cyryla i Metodego. Miejsce pod kościół zostało wybrane w miejscu dawnej fosy miejskiej, obok nieistniejącej współcześnie Bramy Sycowskiej (zwaną także Mariacką). W ten sposób kościół benedyktynów, pod wezwaniem Bożego Ciała, przylegał do kościoła św. Jerzego, w miejscu rozebranej kaplicy. W 1400 roku do kościoła benedyktynów dobudowano wieżę, która mogła pełnić również funkcje obronne, gdyż kościół znajdował się przy murach obronnych . Z czasem praski klasztor benedyktynów rytu słowiańskiego nie był w stanie utrzymywać swoich filii, które przez to popadały w problemy finansowe. Pogarszająca się sytuacja sprawiła, że książęta Albert i Karol I Podiebradowiczowie zwrócili się do biskupa wrocławskiego Jana IV Rotha, aby ten wydał zgodę na przyłączenie majątku oleśnickich benedyktynów do prepozytury kanoników św. Augusta. 13 stycznia 1505 roku biskup polecił połączyć majątki. W rezultacie oba kościoły połączono poprzez wyburzenie dzielących je ścian, a ołtarz przeniesiono na północną ścianę kościoła św. Jerzego .
W 1538 roku Podiebradowie wprowadzili w księstwie protestantyzm, a wszyscy duchowni katoliccy zmuszeni zostali do opuszczenia księstwa oleśnickiego. Opuszczony został również klasztor augustiański, który przekształcono w przytułek, a kościół Bożego Ciała przejęli protestanci, nadając mu wezwanie Najświętszej Maryi Panny (NMP). Od XVI wieku do końca XVIII wieku kościele odprawiano nabożeństwa protestanckie dla ludności polskiej. Przewodził im pastor Jerzy Bock, który po śmierci w 1690 roku został pochowany w kościele, a jego grób znajdował się w nim do 1936 roku. W wiekach XVII i XVIII sukcesywnie wyburzano zabudowania klasztorne .
W 1609 roku odnowiono część, w której znajdował się kościół św. Jerzego. Zmieniono kształt okien, a do południowej strony kościoła NMP dobudowano kruchtę . 26 listopada 1659 roku książę Sylwiusz Nimrod Wirtemberski ufundował kościołowi trzy nowe dzwony. 30 listopada tego samego roku nastąpiło ich uroczyste zawieszenie na wieży. W 1680 roku podczas burzy doszło do uszkodzenia wieży, na której już dwa lata później umieszczono nowy hełm. Natomiast 1687 roku książę Sylwiusz Fryderyk zamontował w kościele lożę książęcą. W 1703 roku jego następca, Chrystian Ulryk I, dokonał fundacji ołtarza z amboną i okien . W 1720 roku zlecenie na budowę organów dla kościoła otrzymał Michael Engler, który przeprowadził remont organów w kościele zamkowym w Oleśnicy. Instrument zamontowano rok później. Składał się z 13 głosów, jednego manuału i trzech miechów.

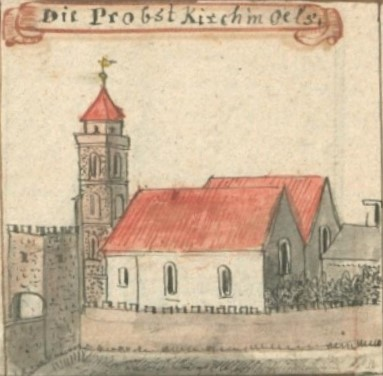
Przedstawienie budynku kościoła Najświętszej Maryi Panny i Świętego Jerzego wg F. B. Wernera (XVIII wiek). Wieża na tym obrazku znajduje się po przeciwnej stronie niż w rzeczywistości.

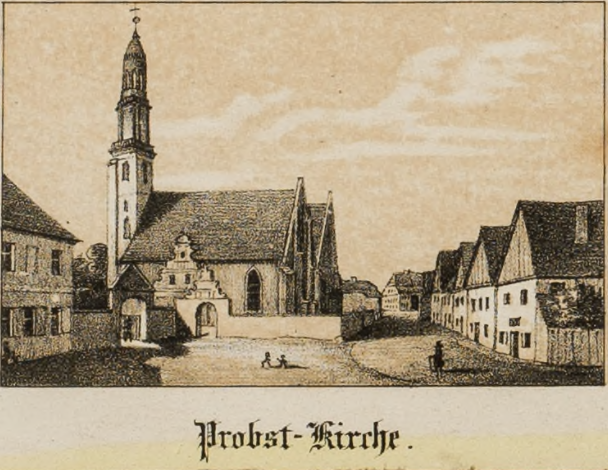
Wizerunek kościoła prepozytowego z litografii Adolfa Groegera (XIX wiek).

W 1799 roku odnowiono wieżę kościoła. Nowy hełm został zaprojektowany przez Georga Wilhelma Hellera. Nowe zadaszenie przypominało wieżę kościoła Mariackiego w Berlinie. Remont odbył się przy pomocy księcia Fryderyka Augusta . 4 kwietnia 1818 roku zamknięto przykościelny cmentarz. W 1842 roku organy przeszły remont. W 1872 roku świątynia stała się kościołem garnizonowym. Podczas I wojny światowej, w 1917 roku, cynowe piszczałki z prospektu zostały zarekwirowane na wysiłek wojenny. W 1933 roku przeprowadzono gruntowny remont świątyni. W latach 1939–1941 firma Sauer z Frankfurtu nad Odrą prowadziła prace rekonstrukcyjne organów Englera.
Budowla wraz z organami uległa spaleniu i znacznym zniszczeniom w 1945 roku. Część gotyckich stalli przeniesiono do kościoła św. Jana Apostoła. Odbudowano ją na potrzeby parafii prawosławnej Polskiego Autokefalicznego Kościoła Prawosławnego (od 1963 roku nabożeństwa celebrowano w wieży, a od 1978 roku użytkowano cały obiekt). W latach 1966–1970 przeprowadzono renowację murów, wieży oraz zadaszono świątynię. Wzniesiono również ścianę dzielącą oba kościoły . Pierwsi wyznawcy prawosławia w Oleśnicy byli przesiedleńcami w ramach akcji „Wisła”.
W 2001 roku przeprowadzono remont wnętrz nieużywanego kościoła św. Jerzego, a cztery lata później kościół ten zamknięto. W 2024 roku Urząd Miasta podpisał umowę z parafią dotycząca remontu elewacji wyłącznie cerkwi oraz dekoracji sgraffitowych, które się na niej znajdują .

## Architektura
Świątynia jest budowlą gotycką. Ze względu na to, że jej jedna część została założona przez benedyktynów obrządku wschodniego, to jest uznana za unikalną w skali kraju. Budowla reprezentuje wpływy architektury saksońsko-łużyckiej, o czym świadczy symbol strzechy budowlanej na jednej z kolumn .
Cerkiew jest budowlą orientowaną, w której bryle wyróżnia się dwie świątynie: północna, kościół św. Jerzego posiada konstrukcja jednonawowa (dawniej trójnawowa); południowa, cerkiew Zaśnięcia NMP jest budowlą trójnawową, w której bryle nie zostało wyodrębnione prezbiterium. Znajduje się ono w trzecim przęśle, które obecnie dzielone jest przy pomocy przepierzenia na zakrystię i część ołtarzową. Przy ścianie zachodniej części południowej (cerkwi) znajduje się wieża kościelna o pięciu kondygnacjach z ażurowym hełmem o spiczastym zwieńczeniu z latarnią osadzonym na czworobocznej podstawie. Do wieży przylega okrągła przybudówka z klatką schodową. Do środkowej części ściany południowej cerkwi przylega kruchta .
Obie świątynie, podobnie jak kruchta, nakryte są osobnymi dachami dwuspadowymi. Przybudówka wieży zwieńczona dachem stożkowym .
Ściany zewnętrzne wzniesione są z cegły w wątku gotyckim. Poza kruchtą, przybudówką wieży i podstawą wieży ściany są nieotynkowane. Natomiast ściany wewnętrzne cerkwi pokryte są tynkiem wapiennym, dwuwarstwowym, cementowo-wapiennym. Arkady znajdujące się na łączeniu obu świątyń zostały zamurowane i pozostały po nich jedynie wnęki .
Cerkiew posiada zrekonstruowane w 1970 roku ceglane sklepienia krzyżowo-żebrowe, które wsparte zostały na czterech filarach i filarach przyściennych. Taki sam typ sklepienia znajduje się w przyziemiu wieży. W kruchcie sklepienie kolebkowe z lunetami .
Elewacje szczytowe ściany wschodniej zakończone są trójkątnymi szczytami. Elewacja ściany północnej jest prosta, natomiast elewacja ściany południowej artykułowana czterema szkarpami, między którymi w przyziemiu znajdują się ostrołuczne okna. Przyziemie wykończone gzymsem. Elewacja zachodnia, podobnie jak wschodnia, składa się z dwóch części. Południowa zwieńczona trójkątnym szczytem i jest zasłonięta wieżą. Do elewacji południowej przylega kruchta pokryta sgraffitami z dwukondygnacyjnym szczytem, profilowanymi gzymsami i zwieńczeniem w stylu półkolistego naczółka. Po jej obu bokach znajdują się ostrołuczne podłużne okna. Elewacja północna podzielona szkarpami, między którymi znajdują się wnęki po zamurowanych oknach. Elewacje wieży zakończone gzymsami. Zachodnie narożniki ze szkarpami. W elewacjach północnej i południowej znajdują się wnęki po zamurowanych oknach .

## Galeria

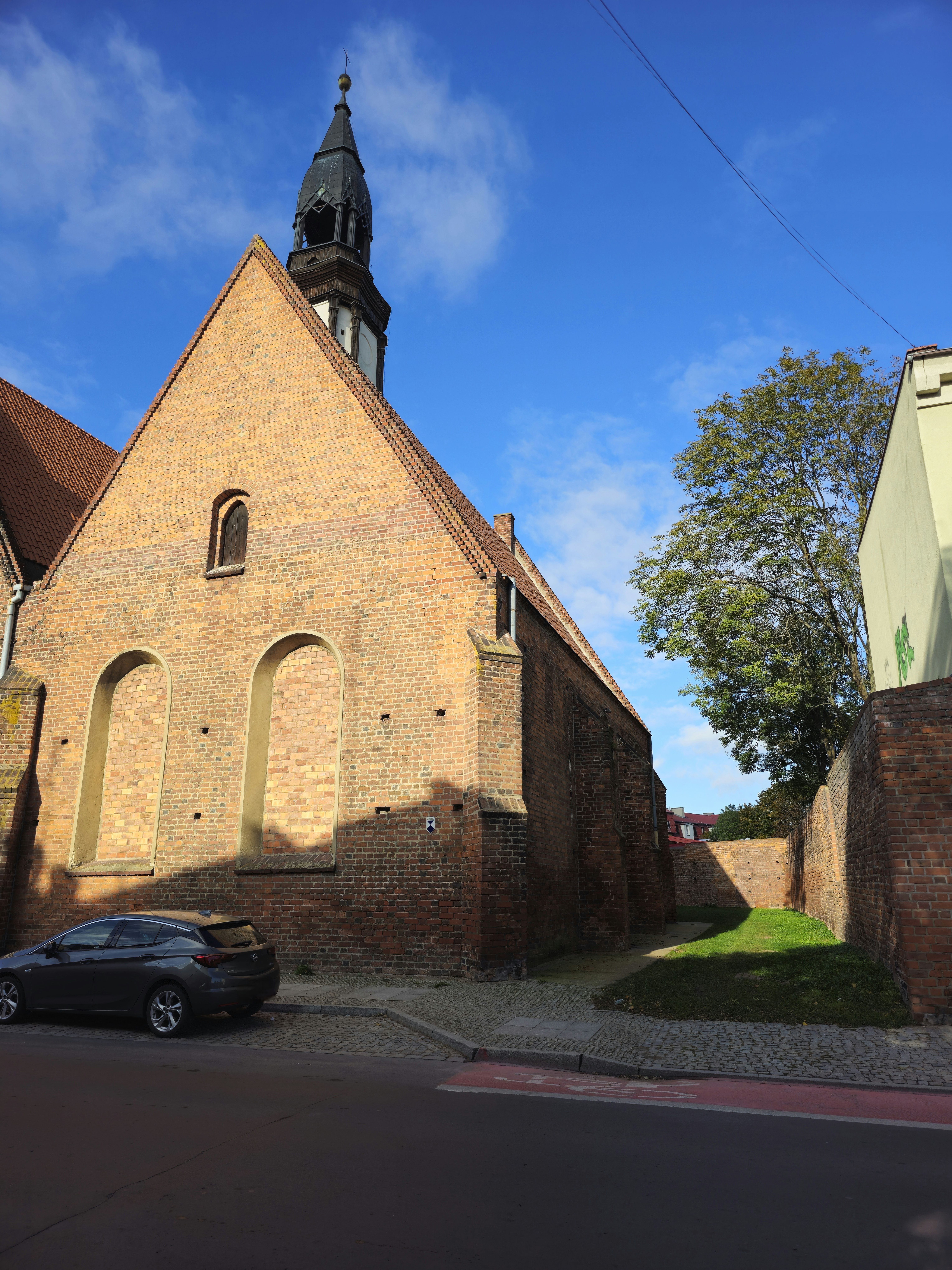
Widok na ściany wschodnią i północną kościoła św. Jerzego (2024)
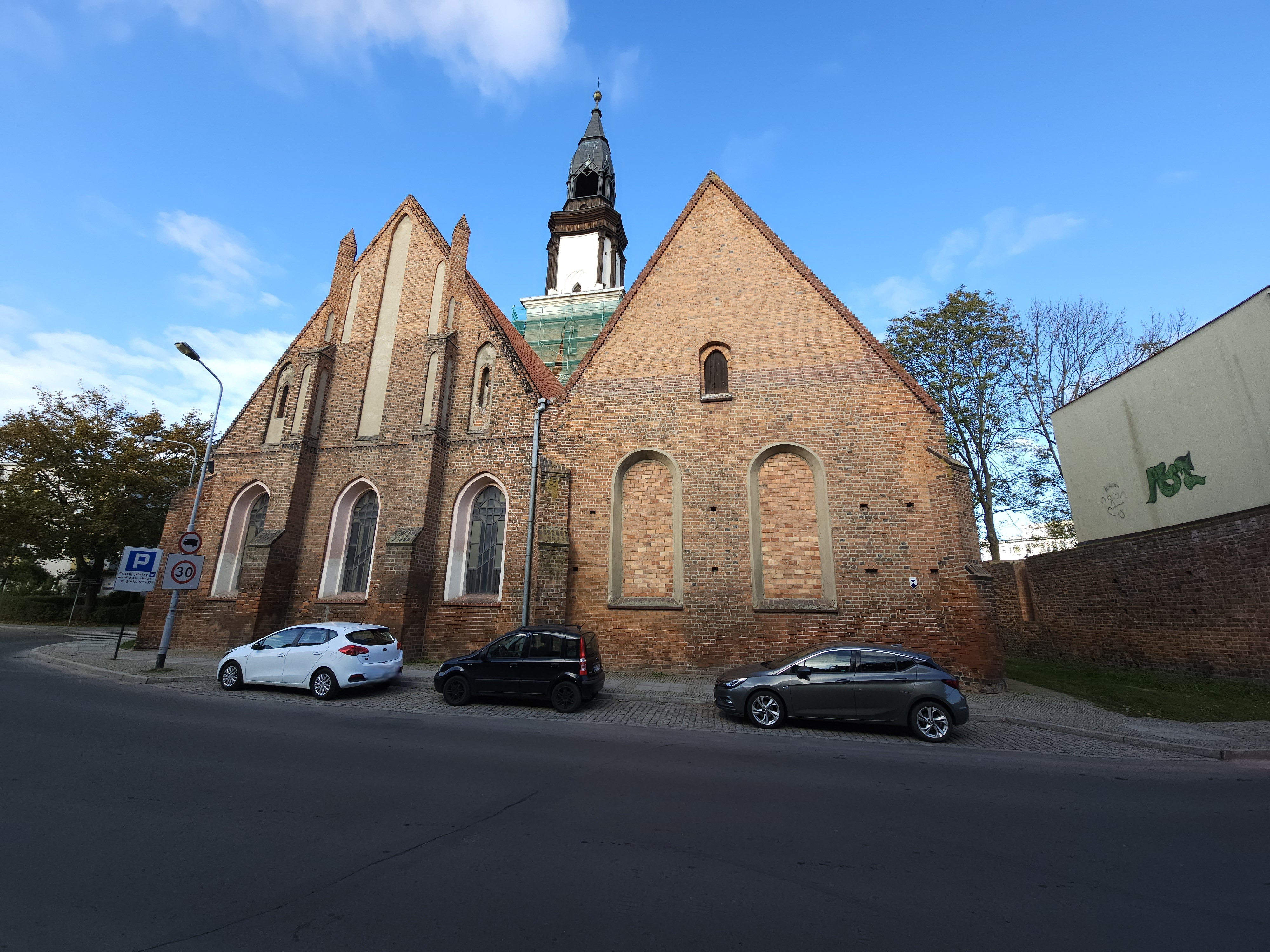
Widok na elewacje szczytowe obu świątyni (2024)
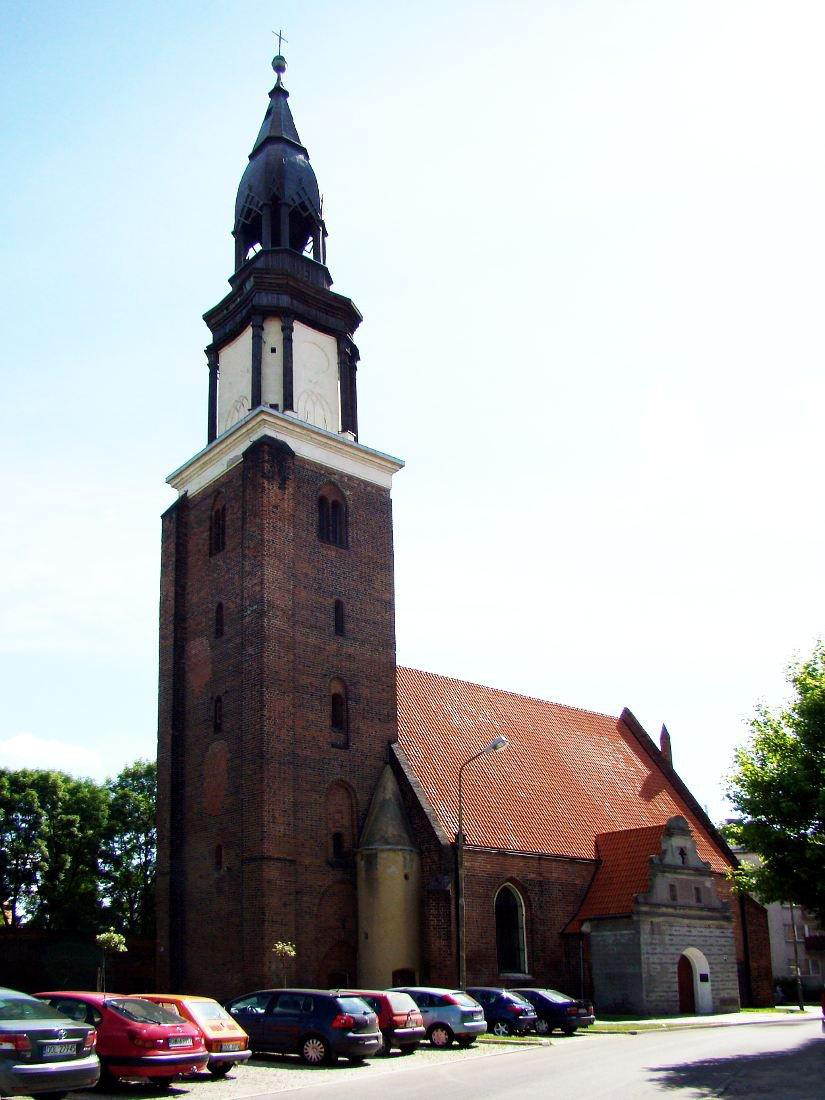
Widok na wieżę oraz ścianę południową (2010)
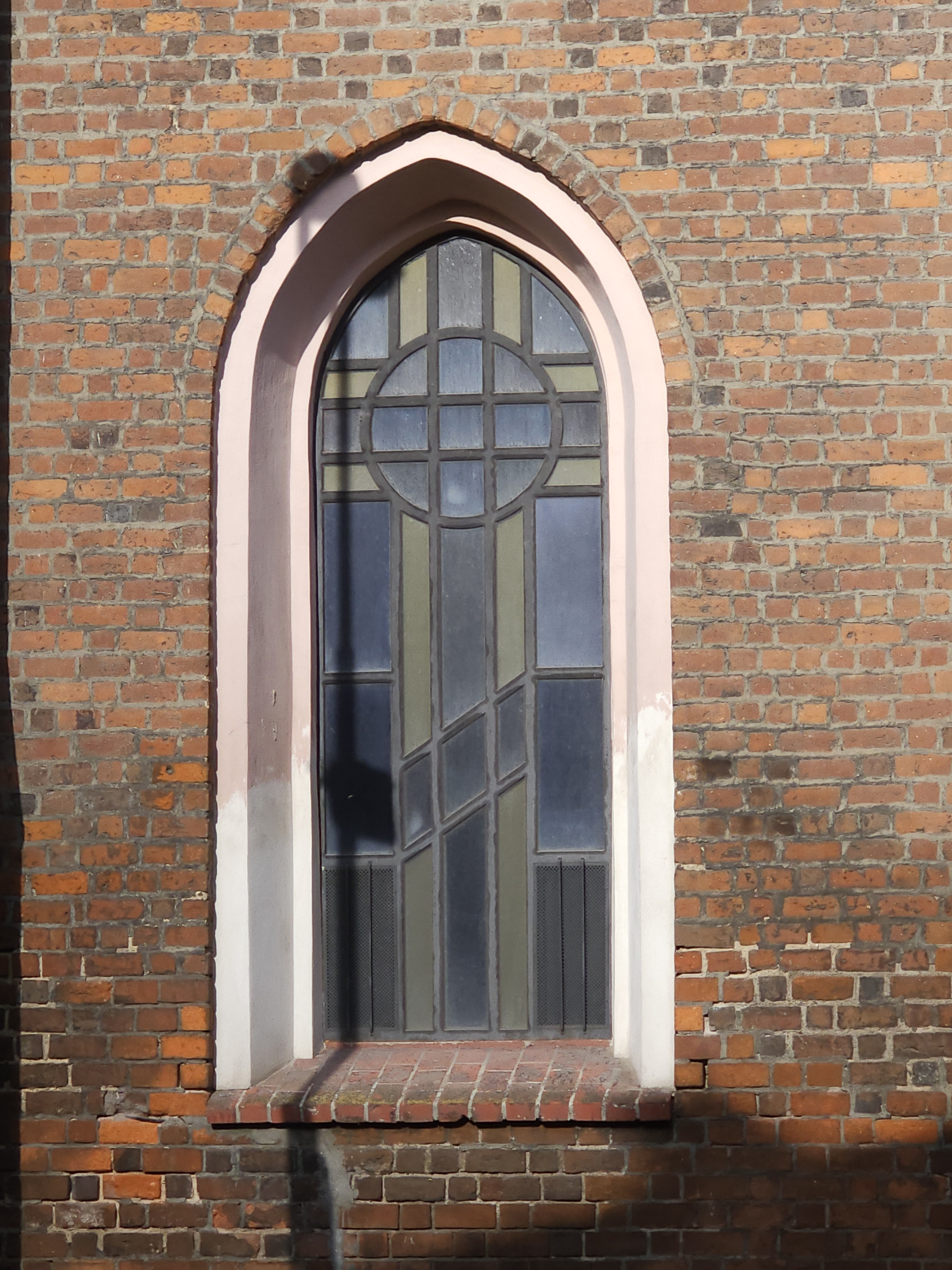
Okno wschodniej elewacji szczytowej cerkwi (2024)
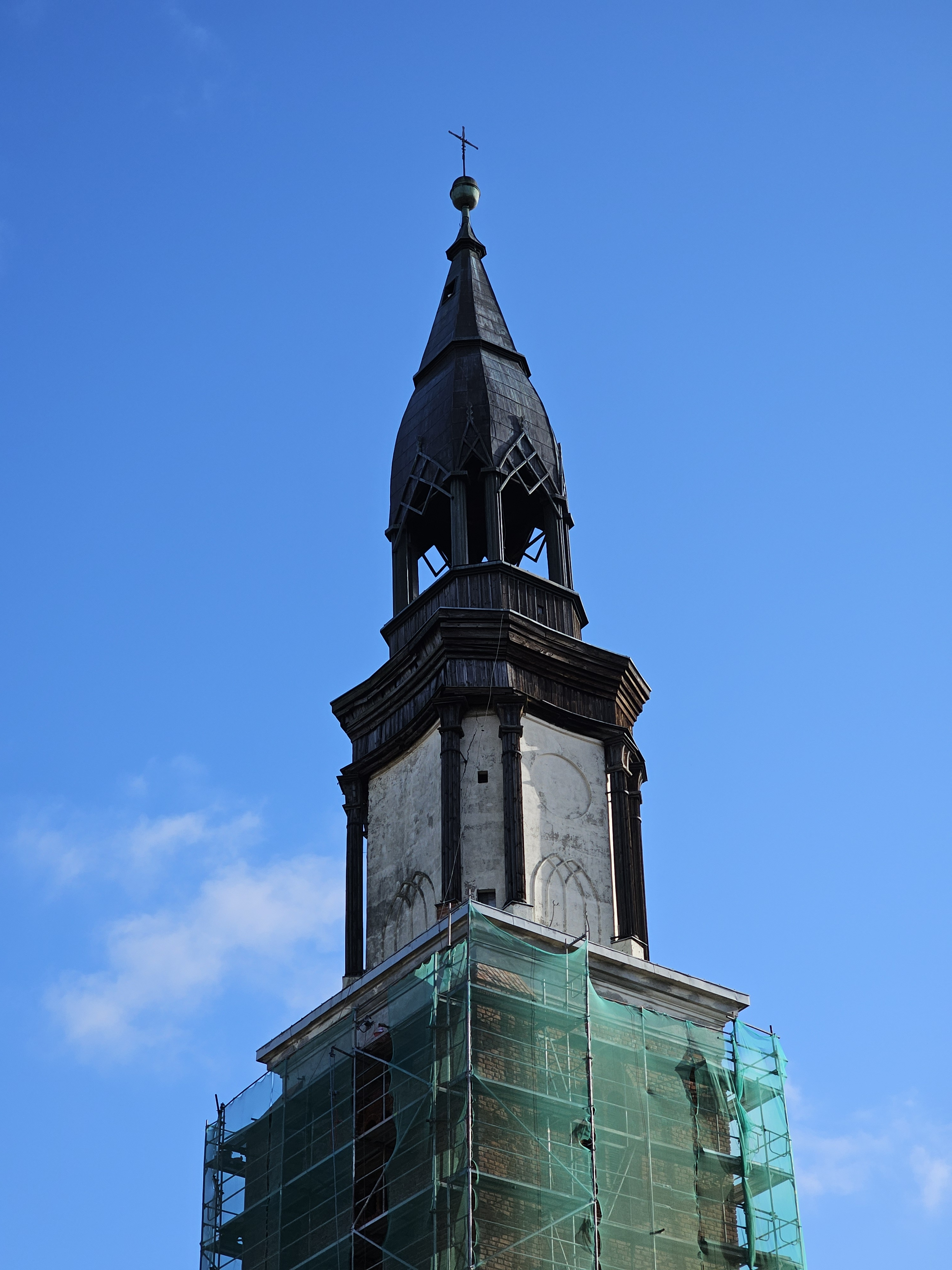
Widok na ażurowy hełm z latarnią (2024)
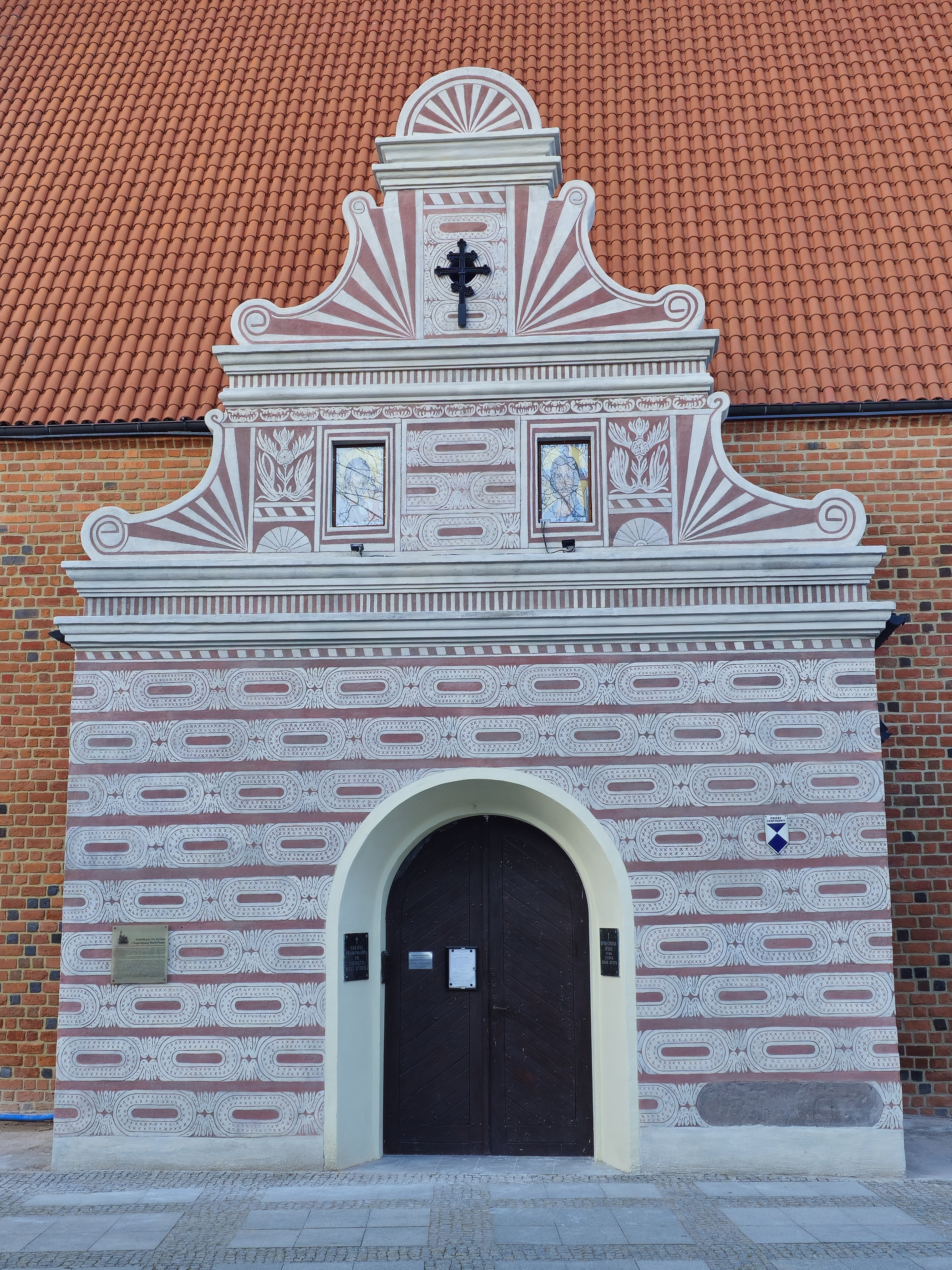
Front kruchty (2025)
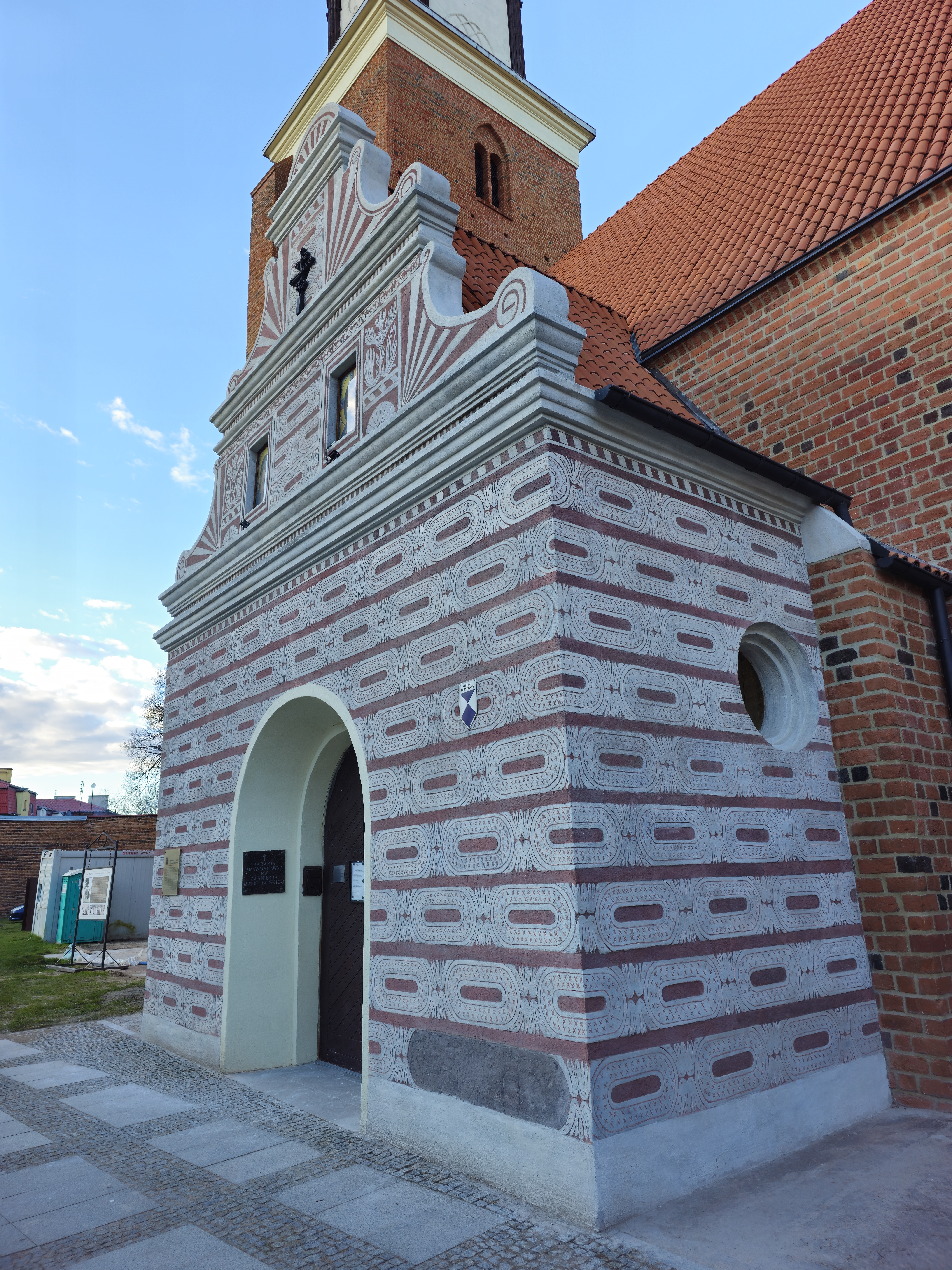
Kruchta (2025)
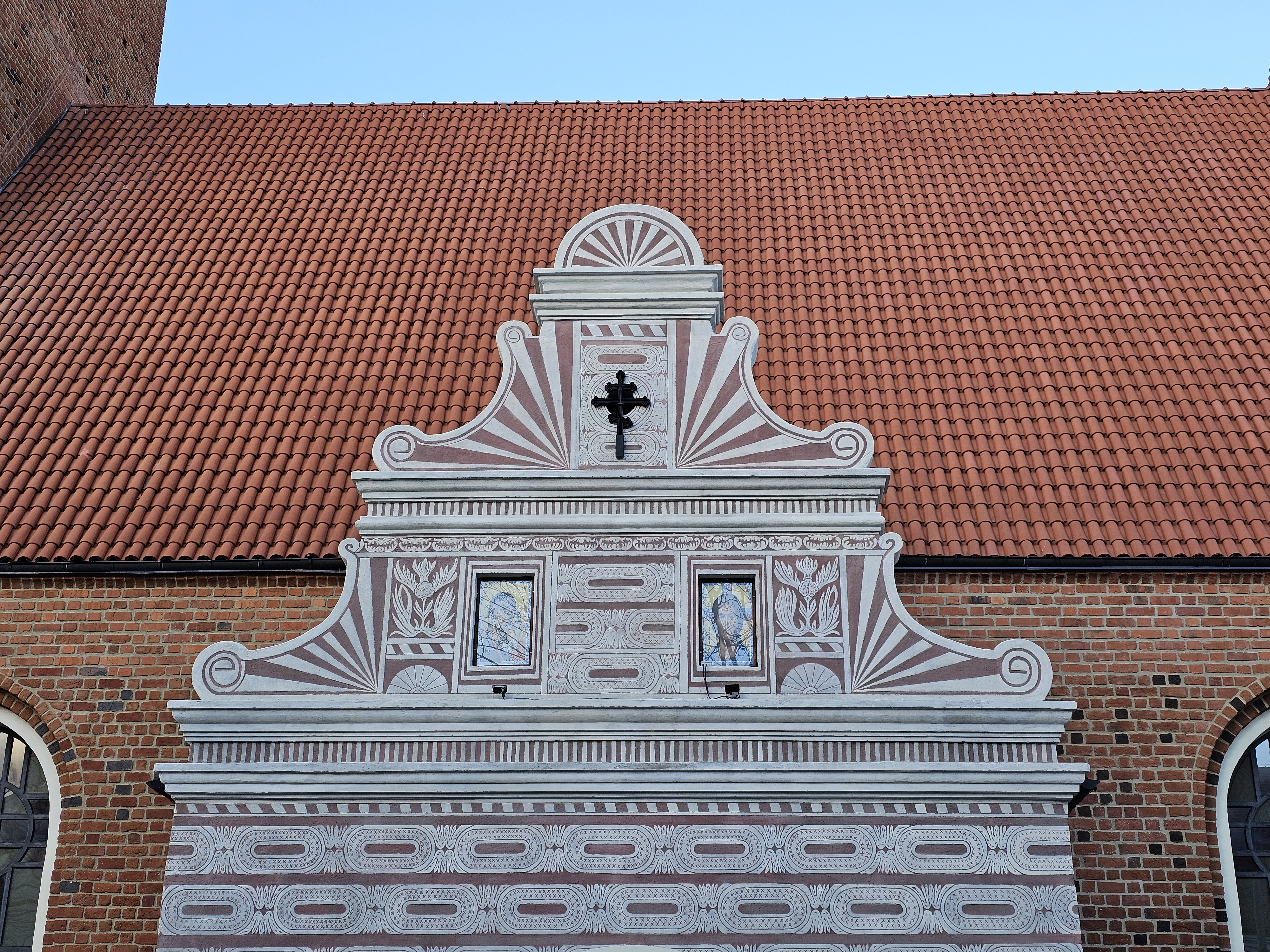
Szczyt kruchty (2025)
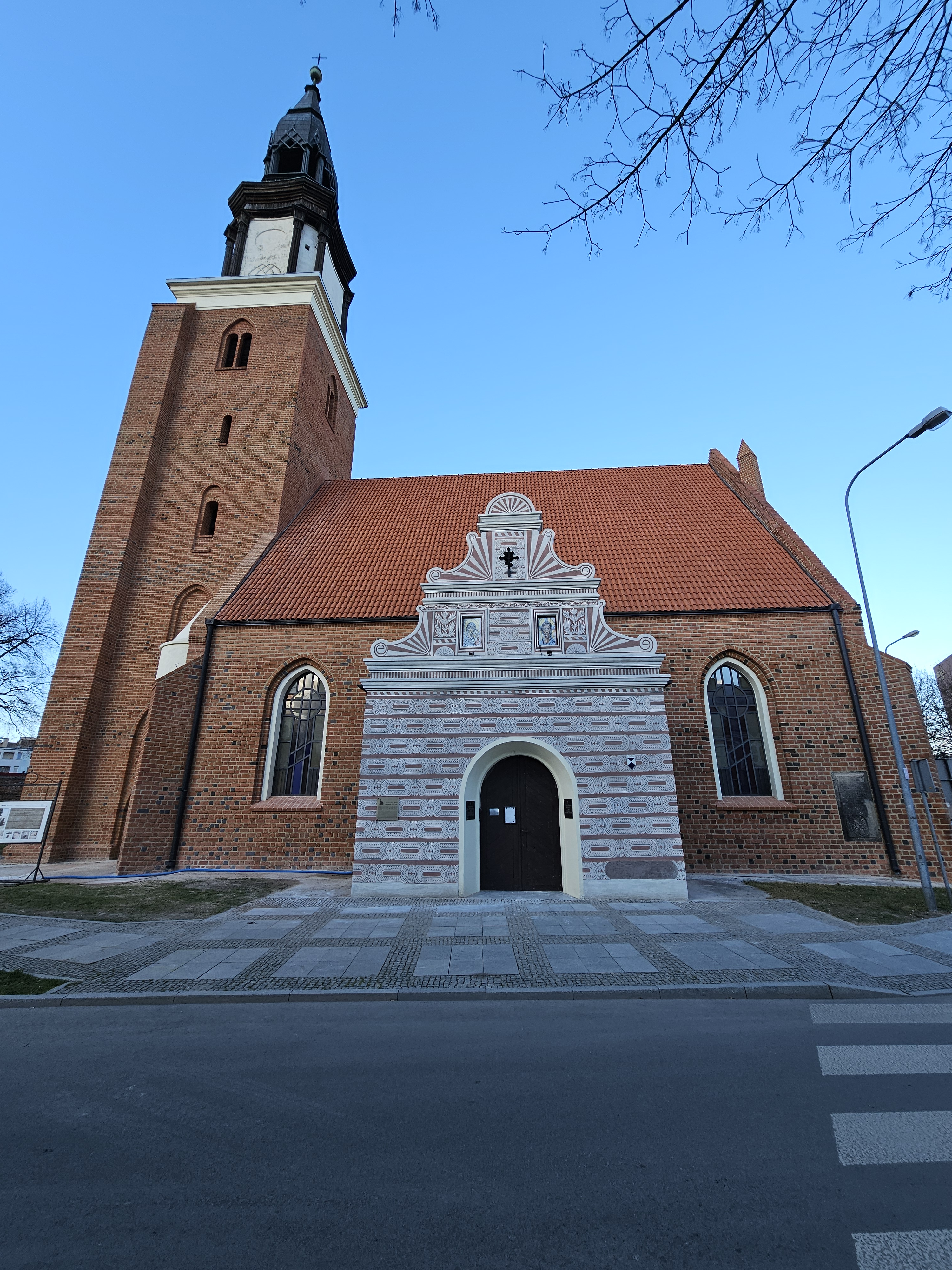
Elewacja południowa (2025)
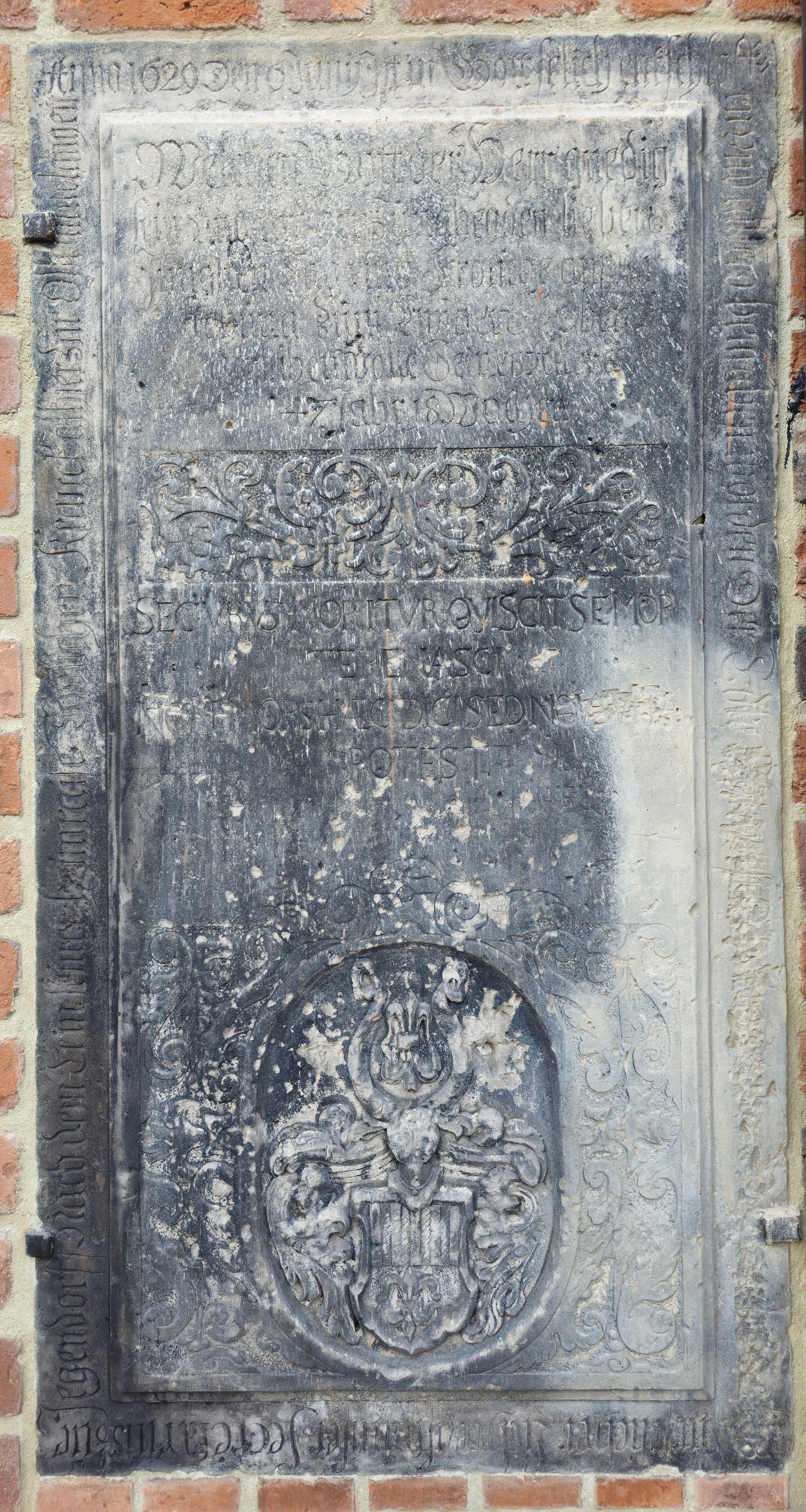
Epitafium Jacoba Tackiusa w elewacji południowej (2025)